# Dighe più grandi del mondo
Questa è una lista delle più grandi dighe del mondo.

## Lista
| Pos. | Diga                       | Nazione     | Fiume    | Anno di messa in esercizio | Altezza struttura [m] | Volume Struttura [106 m3] | Volume di riserva [109 m3] | Capacità installata [MW] | Tipologia   |
| ---- | -------------------------- | ----------- | -------- | -------------------------- | --------------------- | ------------------------- | -------------------------- | ------------------------ | ----------- |
| 1    | Tarbela Dam                | Pakistan    | Indo     | 1976                       | 143                   | 153                       | 13.7                       | 3478                     | TE/ER       |
| 2    | Fort Peck Dam              | Stati Uniti | Missouri | 1940                       | 76.4                  | 96                        | 23                         | 185                      | TE          |
| 3    | Atatürk Dam                | Turchia     | Eufrate  | 1945                       | 166                   | 84.5                      | 48.7                       | 2400                     | TE/ER       |
| 4    | Houtribdijk                | Paesi Bassi |          | 1968                       | 13                    | 78                        | 0                          | NA                       | TE/ER       |
| 5    | Oahe Dam                   | Stati Uniti | Missouri | 1963                       | 75                    | 70.3                      | 29                         | 786                      | TE/ER       |
| 6    | Gardiner Dam               | Canada      |          | 1967                       | 64                    | 65.4                      | 9.4                        | 186                      | TE          |
| 7    | Mangla Dam                 | Pakistan    | Jhelum   | 1944                       | 147                   | 65.4                      | 7.25                       | 1000                     | TE or TE/ER |
| 8    | Oroville Dam               | Stati Uniti | Feather  | 1968                       | 230                   | 59.6                      | 4.36                       | 819                      | TE/ER       |
| 9    | San Luis Dam (BF Sisk Dam) | Stati Uniti |          | 1967                       | 93                    | 59.6                      | 2.52                       | 424                      | TE          |
| 10   | Nurek Dam                  | Tagikistan  | Vahš     | 1980                       | 300                   | 54                        | 10.5                       | 3200                     | TE          |
| 11   | Samara Dam                 | Russia      | Volga    | 1955                       | 52                    | 54                        | 57.3                       | 2315                     | TE or ER    |
| 12   | Garrison Dam               | Stati Uniti | Missouri | 1954                       | 64                    | 50.8                      | 29                         | NA                       | TE          |
| 13   | Cochiti Dam                | Stati Uniti | Colorado | 1975                       | 76.5                  | 50.2                      | 0.73                       | NA                       | TE          |
| 14   | Aswan Dam                  | Egitto      | Nilo     | 1970                       | 111                   | 44.3                      | 169                        | 2100                     | TE/ER       |
| 15   | W. A. C. Bennett Dam       | Canada      | Peace    | 1968                       | 186                   | 43.7                      | 7.4                        | 2876                     | TE          |
| 16   | San Roque Dam              | Filippine   | Agno     | 2003                       | 200/210               | 40                        | 0.835                      | 345                      | TE or ER    |
| 17   | Fort Randall Dam           | Stati Uniti |          | 1953                       | 50.3                  | 38.2                      | 6.7                        | 320                      | TE/ER       |
| 18   | Afsluitdijk                | Paesi Bassi |          | 1932                       | 13                    | 36.5                      | 5.5                        | NA                       | TE/ER       |
| 19   | Kölnbrein Dam              | Austria     |          | 1979                       | 200                   | 35.2                      | 1.58                       | 1028.5                   | TE          |
| 20   | Guri Dam                   | Venezuela   |          | 1978                       | 162                   | 29.8                      | 135                        | 10235                    | PG/ER       |
| 21   | Three Gorges Dam           | Cina        |          | 2008                       | 181                   | 27.4                      | 39.3                       | 22500                    | PG          |

Tipologia: TE - Terra; ER - Rock-fill; PG - Concrete gravity; CFRD - Concrete face rock fill